# Хенрик, Адам
Адам Хенрик (англ. Adam Henrique; род. 6 февраля 1990, Брантфорд, Онтарио) — канадский хоккеист, центральный нападающий клуба НХЛ «Эдмонтон Ойлерз»
». Чемпион мира 2021 года.

## Карьера в НХЛ
С 2011 по 2017 год играл за «Нью-Джерси Девилз»; в 2012 году был финалистом Кубка Стэнли, в котором «Девс» уступили «Лос-Анджелес Кингз» со счётом 4-2.
С 2017 года является игроком «Анахайм Дакс».
6 марта 2024 вместе с Сэмом Керриком был обменян в «Эдмонтон Ойлерз».

## Награды и достижения
- Обладатель Мемориального кубка (2009, 2010)
- Обладатель «Уэйн Гретцки 99 Эворд» (2010)[2]
- Серебряный призёр Чемпионата мира 2010 года среди молодёжных команд
- Новичок месяца в НХЛ (декабрь 2011)[3]
- Участник конкурса мастерства Матча всех звёзд новичков НХЛ (2012)

## Статистика
| Легенда | Легенда                    | Легенда | Легенда                   | Легенда | Легенда    |
| ------- | -------------------------- | ------- | ------------------------- | ------- | ---------- |
| И       | Количество проведённых игр | Штр     | Штрафное время            | +/−     | Плюс-минус |
| Г       | Голы                       | П       | Голевые передачи          | О       | Очки       |
| -       | Статистика неизвестна      | —       | Статистика не учитывалась |         |            |